# Gongylidiellum confusum
Gongylidiellum confusum är en spindelart som beskrevs av Thaler 1987. Gongylidiellum confusum ingår i släktet Gongylidiellum och familjen täckvävarspindlar. Inga underarter finns listade i Catalogue of Life.